# Gatteo
Gatteo (Gatì in romagnolo) è un comune italiano di 9 407 abitanti della provincia di Forlì-Cesena in Emilia-Romagna. Si trova a circa 35 km dal capoluogo, Forlì.

## Geografia fisica
Il territorio comunale di Gatteo, situato in una fertile pianura, ha una conformazione allungata ed è delimitato dal torrente Rigossa e dal fiume Rubicone, estendendosi fino al mare Adriatico. Confina a nord con il comune di Cesenatico, a nord est con l'Adriatico, ad est e a sud con Savignano sul Rubicone e ad ovest con Gambettola e Longiano.

## Storia

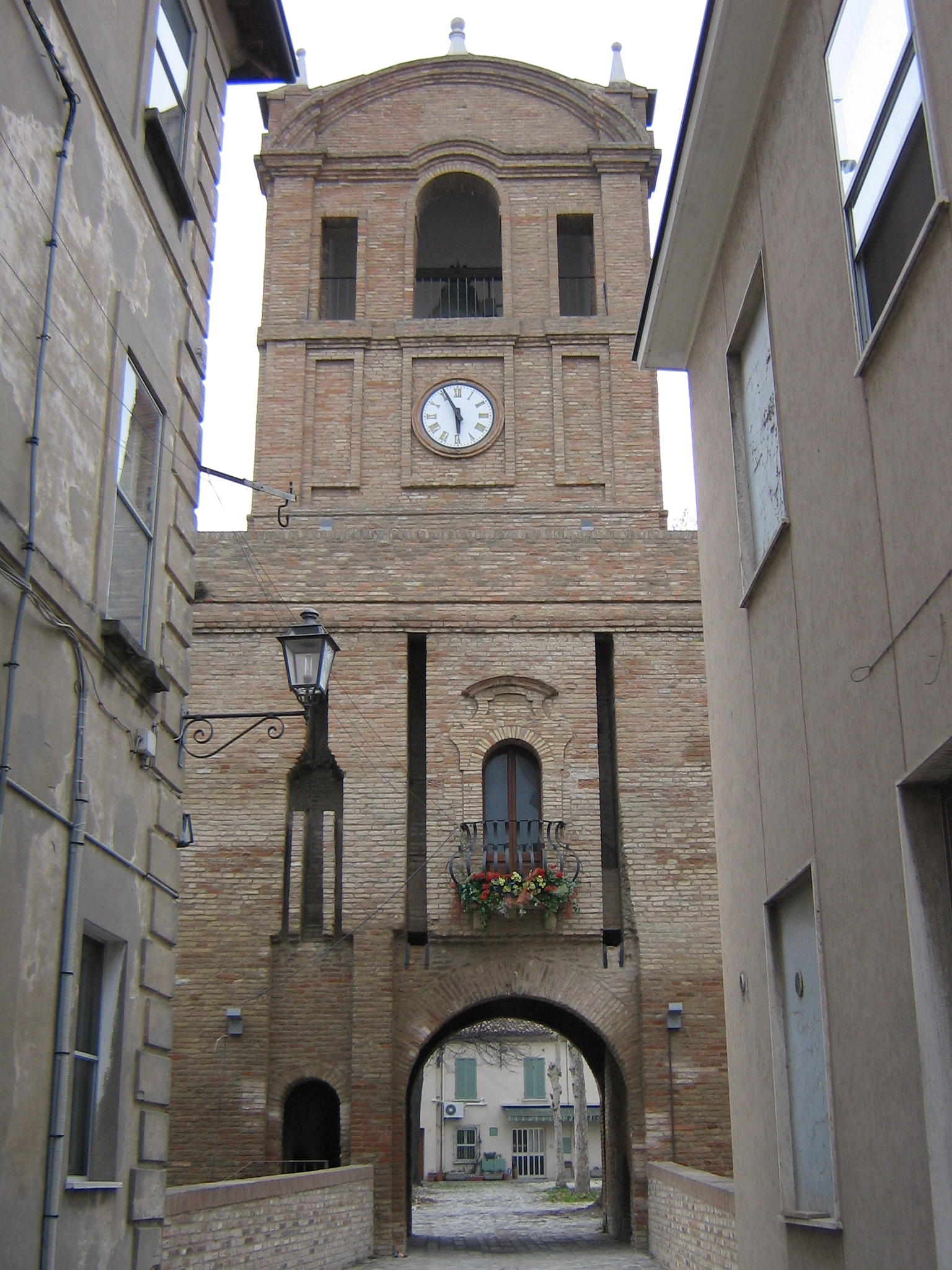
Castello malatestiano

La zona era abitata già in epoca romana, trovandosi in vicinanza dell'antico Compitum, l'attuale San Giovanni in Compito; ne sono testimonianza i numerosi reperti archeologici ritrovati in aree circostanti: mattoni, marmi, metalli, monete e statue.
Gatteo è un nome fondiario (fundus Catei) ma formatosi nel Medioevo (sec. XII) diventando poi nel 1311, Tumba Ghatei, cioè casale con abitazione padronale o fortificata e successivamente Commune (1358) e Castrum (1371).
Le prime opere di bonifica del territorio, fino ad allora selvaggio e paludoso, risalgono secolo IX a cura della Chiesa Ravennate e dei grandi monasteri e abbazie. Alla fine del X secolo sorse l'Aggero Gatthei (l'ager romano era una fortificazione quadrangolare costituita da una staccionata e da un fossato), fortificato da un muro ad una testa, che cominciò a prendere le sembianze di "Castello".

Nei secoli XIII-XIV Gatteo diventò comune. Con l'avvento del dominio dei Malatesta di Verucchio proseguì dal 1311 il consolidamento del castello, dotato di fossato e ponte levatoio. 
Nel 1353 Castrum Gatthei, situato nella pianura tra la strada maestra e il mare Adriatico, faceva parte del Vicariato di Santarcangelo, dopo essere stato sottratto come Comune alla giurisdizione del Malatesta e posto sotto il dominio del Papa.
Verso il 1431-1432, compare a Gatteo Erasmo da Narni detto Gattamelata, capitano di ventura agli ordini di papa Eugenio IV. A questo personaggio venne erroneamente attribuito l'origine dello stemma comunale.
Nel 1452 papa Niccolò V concesse tutto il territorio in feudo ai Conti Guidi di Bagno e nello stesso anno (il 19 agosto) vennero stabiliti i confini territoriali fra il comune di Cesena e quello di Gatteo.

A questo periodo risalgono l'oratorio di San Rocco, costruito nel 1484, in seguito alla terribile pestilenza del 1458-1461 e la chiesa di Sant'Antonio Abate con l'annesso ospedale in funzione già dal 1467.

Agli inizi del Cinquecento Gatteo faceva parte del Ducato di Romagna, che ebbe vita breve in seguito all'invasione dei Veneziani, i quali spodestando il Duca Valentino nel 1505 permisero il ripristino del sistema feudale con il ritorno, nel 1516, dei Conti Guidi di Bagno, i quali, salvo brevi interruzioni, rimasero al potere fino al 1656, quando il Feudo di Gatteo tornò direttamente nelle mani del Pontefice. Da quel momento Gatteo ebbe un governo stabile e vide sorgere quella che è l'attuale struttura del paese, con l'ampliamento delle abitazioni attorno al castello.

Nel 1541 la chiesa di San Lorenzo diventa parrocchia e nel 1554 viene tolta dalla dipendenza di San Giovanni in Compito ed ottiene un proprio Fonte battesimale. Nel 1576 il marchese Fabrizio Guidi Di Bagno, nell'area prospiciente il castello, edifica un oratorio o chiesa dedicata alla Madonna del Popolo nel luogo dove, già dal 1400, esisteva un sacello intitolato a Santa Maria in Lacrimis. Da qui ha origine poi l'attuale chiesa parrocchiale nel 1819.
Nel 1610, il Consiglio della Comunità di Gatteo, su proposta del marchese Di Bagno, divise il territorio comunale in undici quartieri. Ad ogni quartiere veniva assegnato un capo-quartiere o balitore scelto - ad estrazione - fra tutti i residenti di un certo ceto di quel determinato quartiere. Tale carica durava quattro mesi.

Giuseppe Garibaldi, diretto a dar man forte alla resistenza di Venezia, il 1º agosto 1849 attraversò il territorio passando per Gatteo con oltre duecento garibaldini; sostò nel borgo e proseguì per Sant'Angelo dove si fermò a riposare una notte in un'abitazione in via Fiume e si abbeverò nel vecchio pozzo davanti alla farmacia ora appena sotto il manto stradale per arrivare poi alle Due Bocche (Gatteo a Mare) e di qui giungere a sorpresa a Cesenatico, per salpare poi con tredici bragozzi chioggiotti alla volta di Venezia.
Ammainata la bandiera dello Stato Pontificio e messa al suo posto quella tricolore, Gatteo, dopo essere passato al Regno d'Italia, divenne Comune autonomo con decreto del 30 marzo 1860.

### Simboli
Lo stemma è stato riconosciuto con DCG del 24 marzo 1936.
Il gonfalone è un drappo di porpora.

## Monumenti e luoghi d'interesse

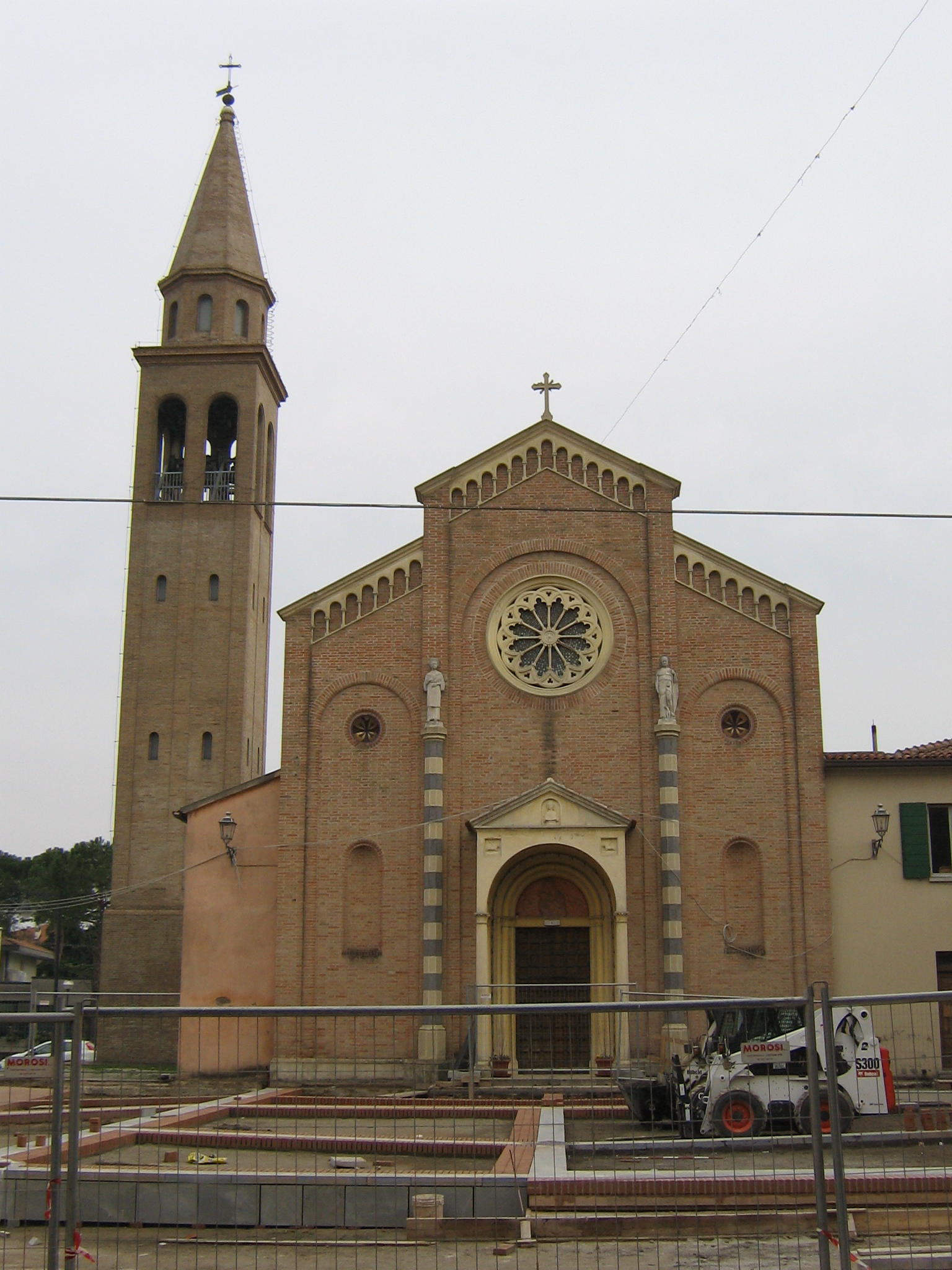
Chiesa di San Lorenzo

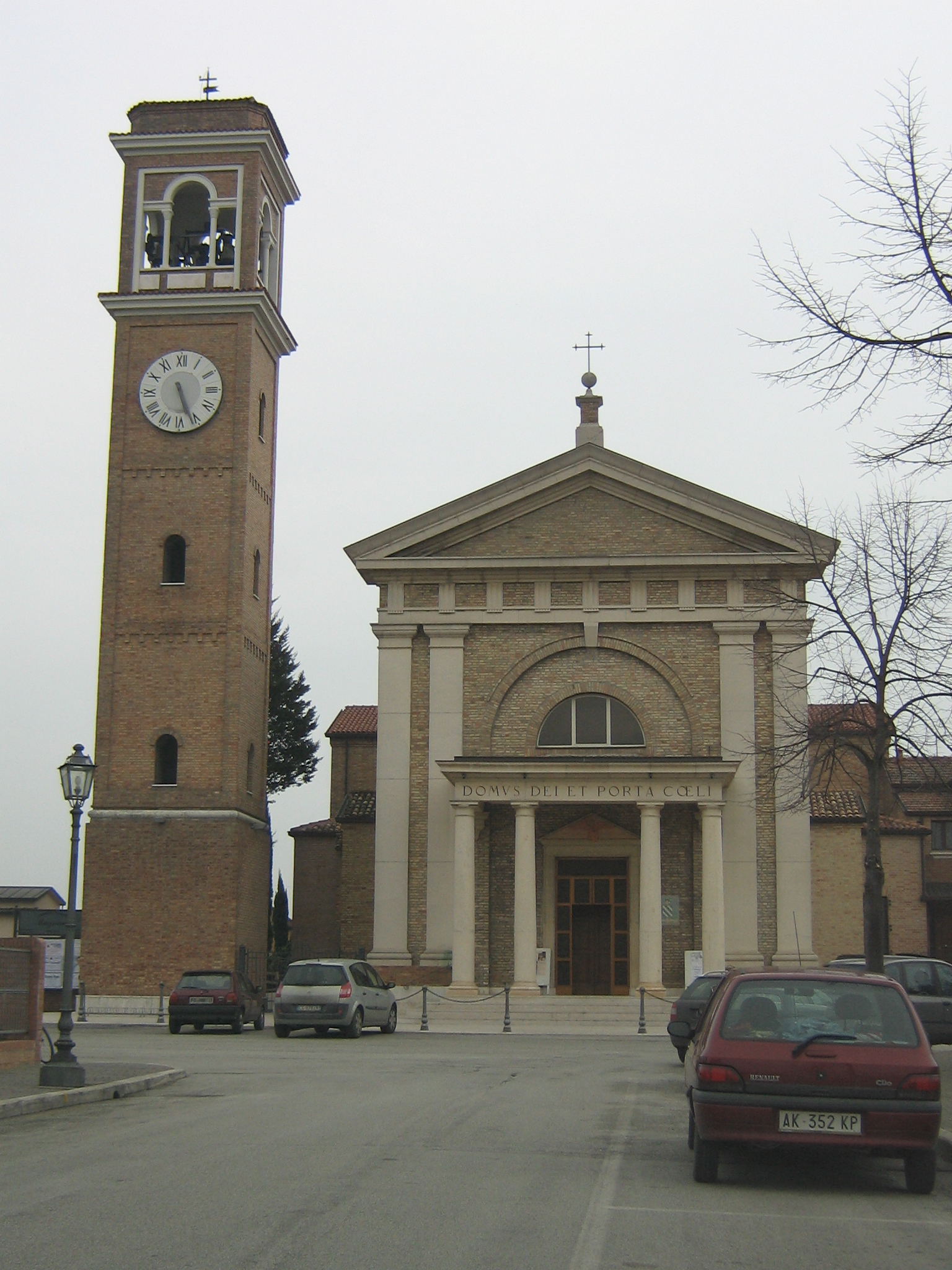
Chiesa di Sant'Angelo in Salute, nella frazione di Sant'Angelo.

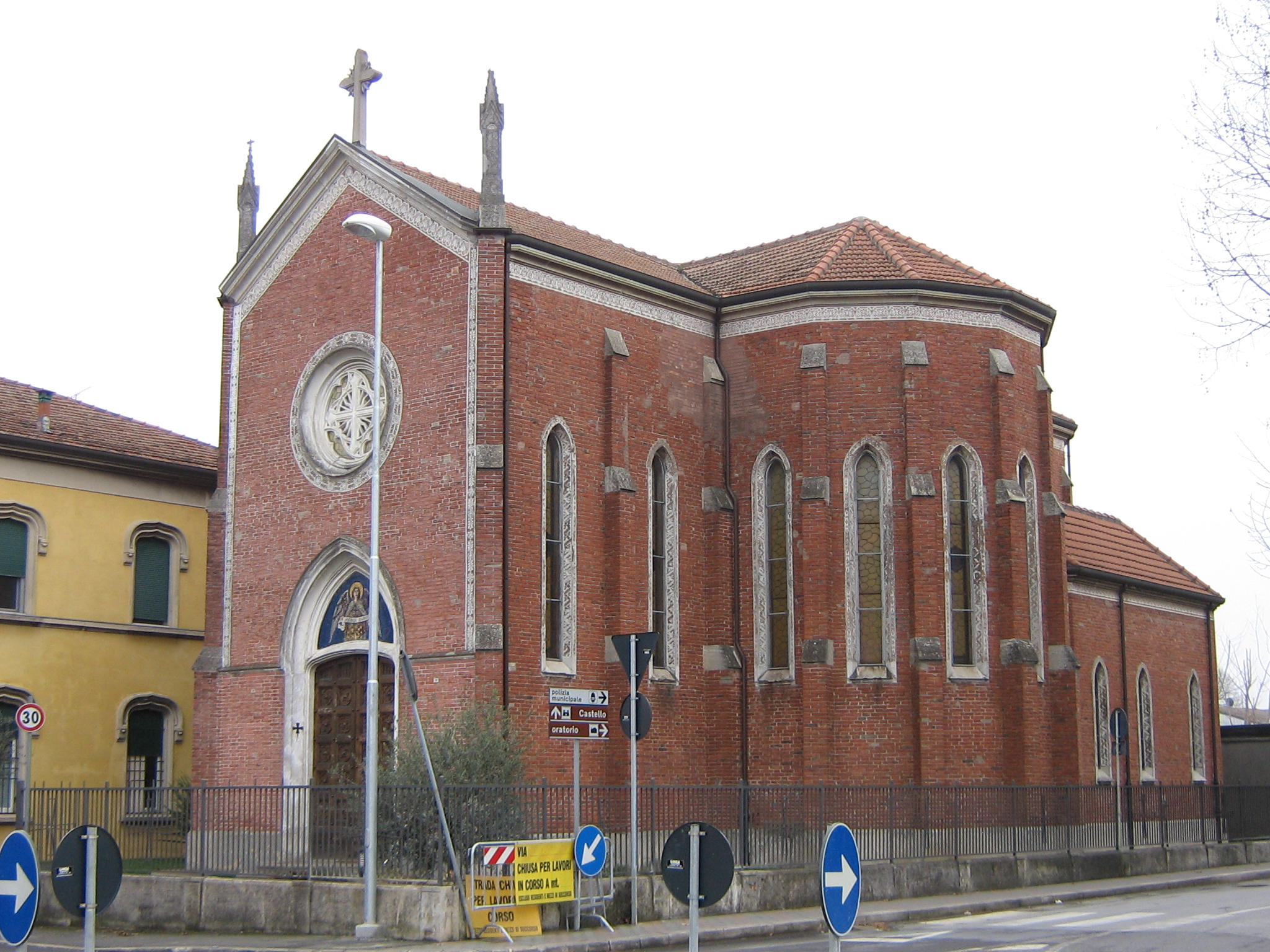
Chiesa di N.S. del Sacro Cuore

### Architetture religiose
- Chiesa di San Rocco. Rappresenta la chiesa più antica dopo la demolizione di San Lorenzo nel 1821, costruita nel 1484 circa in occasione delle pestilenze del 1435-36 e del 1458-61, nel rispetto del culto di san Rocco quale santo al quale veniva richiesta protezione contro la peste. La struttura dell'oratorio, o chiesetta a capanna, è molto semplice: ha una sola navata con struttura lignea e pochissime aperture costituite da un piccolo rosone sul portale d'ingresso ed una finestra, anche se all'origine vi erano un'altra finestra ed una porta laterale che conduceva all'attiguo cimitero (poi trasferito alla periferia del paese), ora entrambe murate. Internamente era decorata con dipinti dei Santi più venerati in quel tempo e nel 1571 risulta fosse dotata di cinque altari con confraternita. L'altare maggiore era sovrastato da un'immagine di San Rocco piuttosto vecchia e corrosa, che fu poi ridipinta all'esterno della chiesa sul timpano che si trova sulla porta d'ingresso. Gli affreschi originariamente presenti sulle pareti interne, sono stati completamente restaurati. Le pitture votive legate ai periodi di pestilenza risalgono ai secoli XV-XVI e rappresentano oltre a San Rocco e San Sebastiano, la Madonna con Bambino, Santa Lucia e la Crocifissione con la Maddalena e le pie donne. I santi riportati negli affreschi sono:
  - San Rocco, vestito da pellegrino che indica con la mano la coscia ulcerata da una piaga purulenta, oppure una ferita, come se ne fosse stata tratta una freccia;
  - San Sebastiano, il quale trafitto dalle frecce vuole simboleggiare, metaforicamente, la scongiura del terribile morbo. Nella credenza popolare, riferita all'epoca degli affreschi, si voleva paragonare l'attacco della peste a quello delle frecce che si abbattono inaspettatamente sulle vittime ed il Santo allontana dai suoi protetti 'le frecce' della peste;
  - San Cristoforo, secondo la credenza popolare bastava vedere la sua immagine per essere certi di non morire in giornata: 'guarda San Cristoforo e vai sicuro' si trova scritto in affreschi o statue;
  - inoltre Sant'Antonio Abate, San Martino, San Giorgio, San Gregorio Magno, San Giovanni Battista, Santa Lucia, Santa Caterina da Siena ed altri.

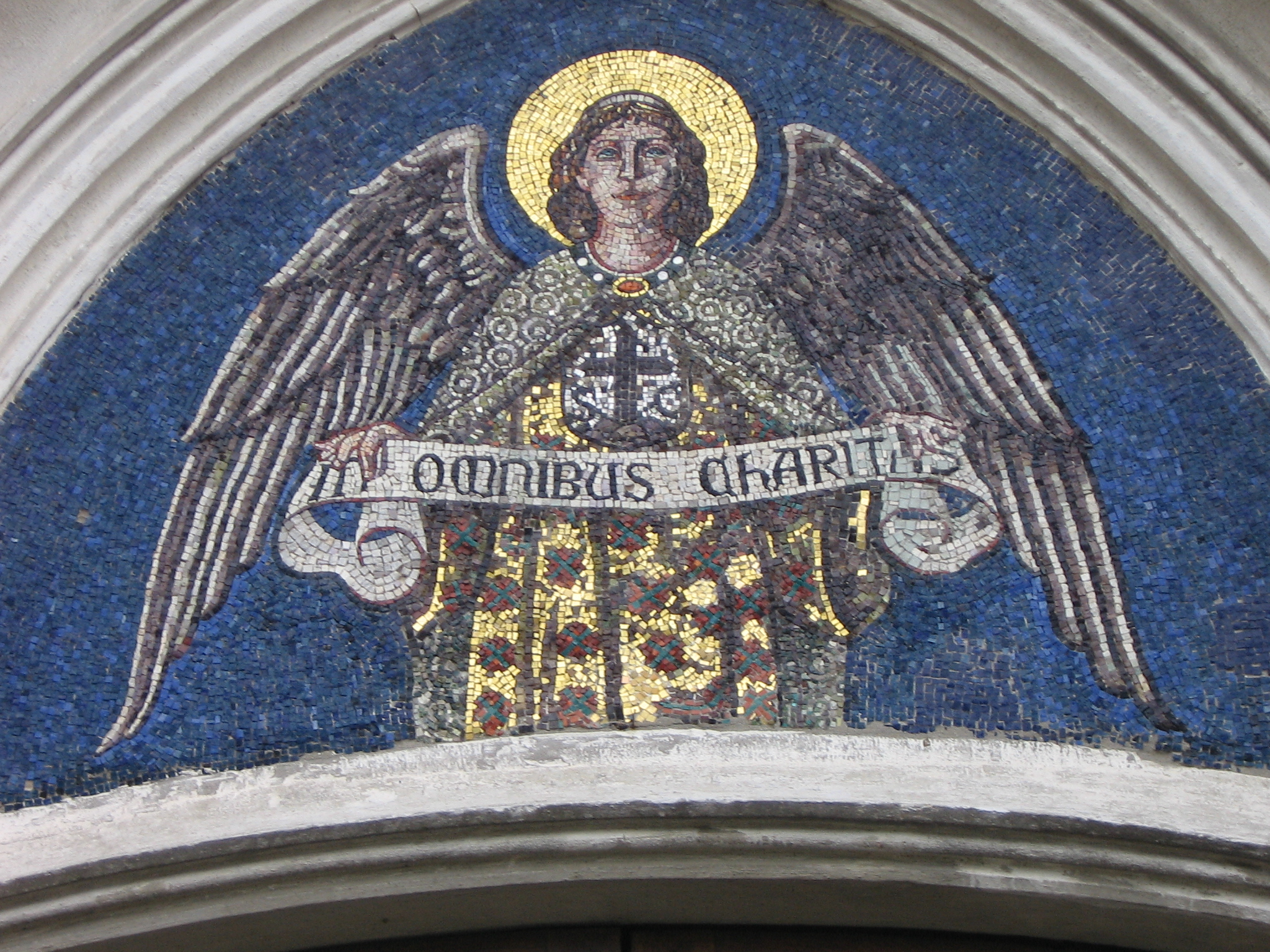
Mosaico della lunetta nella Chiesa di N.S. del Sacro Cuore

- Chiesa di San Lorenzo Martire sorse nel 1290 circa all'interno del complesso del castello e diventa chiesa parrocchiale nel 1541. Viene traslata nel 1819 nella Chiesa della Madonna del Popolo, costruita nel 1576 per volere del marchese Fabrizio Guidi di Bagno e della moglie Laura Colonna, nella piazza che fronteggia il Castello medievale e dove pare fosse ubicato un sacello dedicato a S. Maria de Lacrimis utilizzato come rifugio dai viandanti che attraversavano la fitta boscaglia circostante. Nel corso degli anni la chiesa parrocchiale di San Lorenzo ospita le salme di molti membri della famiglia Guidi di Bagno di Romagna: il marchese Ferdinando Guidi di Bagno, che morto a Mantova ordinò di essere sepolto nella Chiesa di Gatteo, Fabrizio Guidi di Bagno marchese di Montebello e conte di Cusercoli nel 1612, la moglie Laura Colonna marchesa di Montebello nel 1633, fondatrice nel 1614, in occasione della recente morte del marito, del Sacello di San Martino e donatrice di varie opere quali oro, pitture e paramenti sacerdotali in onore del Santo. In occasione di restauri le spoglie di questi e di tanti altri componenti della famiglia Guidi di Bagno vennero raccolte nel sarcofago del marchese Fabrizio nella cappella posta presso l'altare. Nel 1821 viene demolita la vecchia chiesa di San Lorenzo all'interno del Castello e nel 1847 stessa sorte tocca al suo campanile. Nel 1868-1880 inizia l'ampliamento della chiesa parrocchiale con la costruzione delle cappelle laterali e nel 1917-1919 viene restaurata completamente la chiesa con la riedificazione dell'abside e l'ingrandimento della navata.
- Campanile di Sant'Antonio Abate rappresenta i resti di una delle più antiche chiese di Gatteo, Sant'Antonio Abate, costruita nel 1467 o forse prima e distrutta nel 1944. Annesso alla Chiesa vi era un ospedale poi divenuto congregazione di carità.

### Architetture militari
- Castello Malatestiano Il castello sorge nel XIII secolo e nel corso dei secoli è soggetto a diverse trasformazioni. Ha una configurazione quasi quadrangolare ed è munito di una torre e cinque baluardi e circondato da una larga fossa, in origine sempre piena d'acqua, oltrepassabile con un ponte levatoio. Nel lato orientale della cinta muraria si trova l'ingresso, costituito da un arco a tutto sesto sormontato da una torre quadrata, il cassero, dove sono ancora visibili le corsie per lo scorrimento delle travi che azionavano il ponte levatoio; e sulla sommità del cassero la seicentesca torre civica. Nella seconda metà del Settecento le mura, ad eccezione del lato orientale che conserva avanzi dei beccatelli e della muratura, vengono abbassate e di conseguenza la fossa circondante il castello completamente riempita di terra ed il ponte levatoio, unico accesso all'edificio, sostituito con un ponte in pietra.

## Società

### Evoluzione demografica

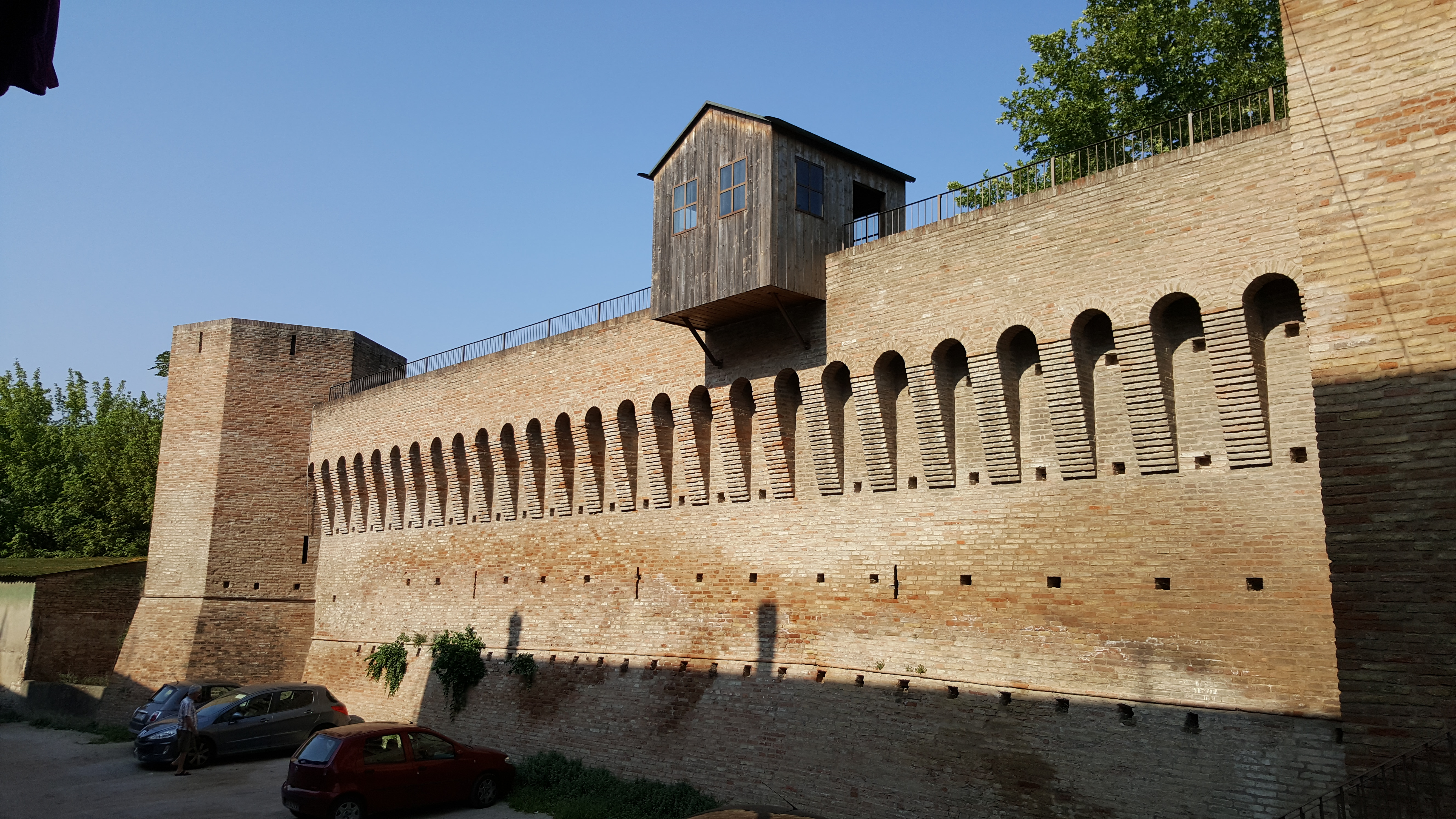
Il Castello di Gatteo: mura di sinistra con beccatelli

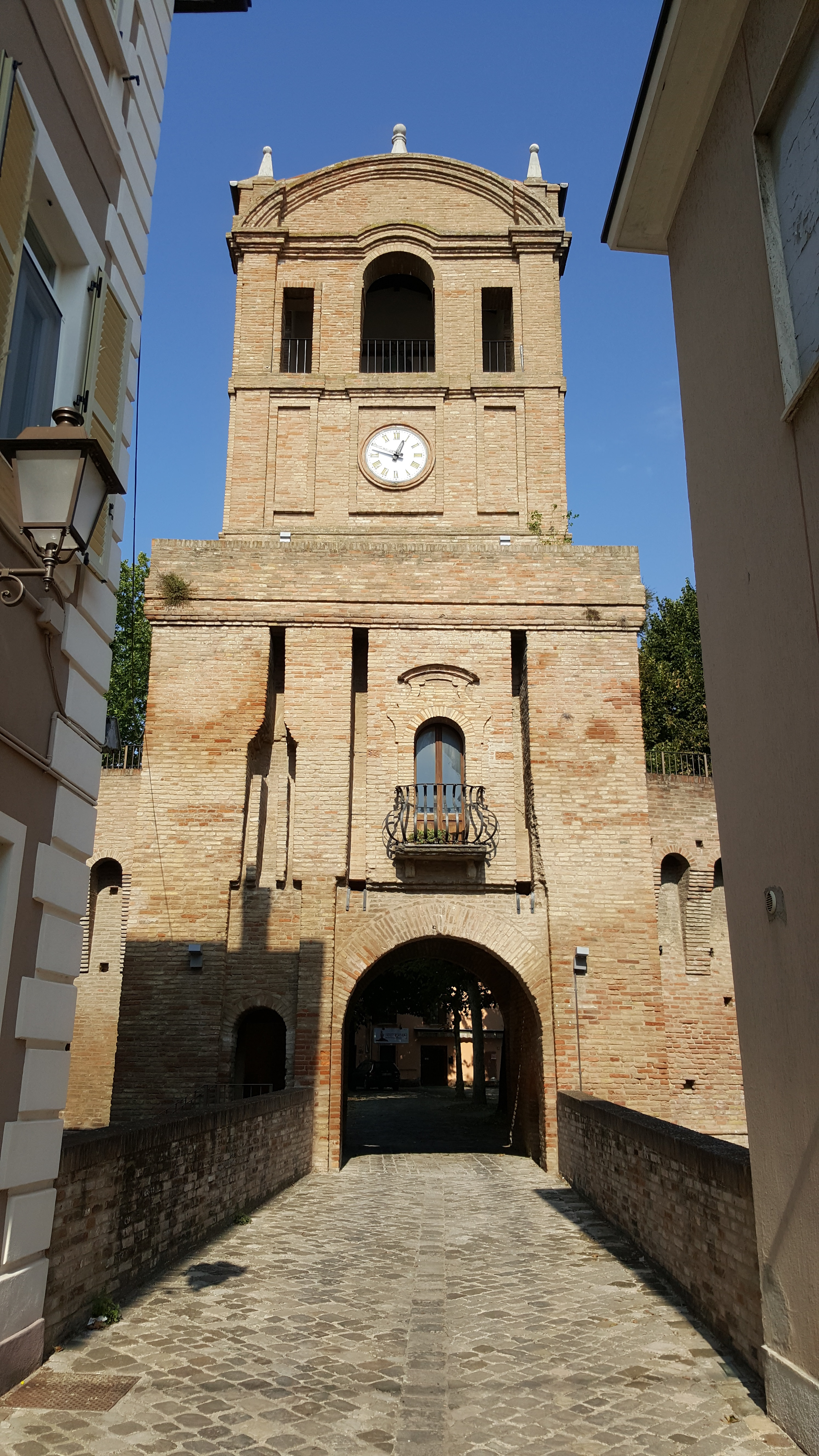
Un raro castello di pianura

Abitanti censiti

### Etnie e minoranze straniere
Al 31 dicembre 2022 la popolazione straniera era di 959 persone, pari al 10,26% della popolazione.

## Cultura

### Istruzione
Sono presenti scuole d'infanzia e primarie nel capoluogo e nelle principali frazioni, oltre a una scuola secondaria di primo grado nel capoluogo. 

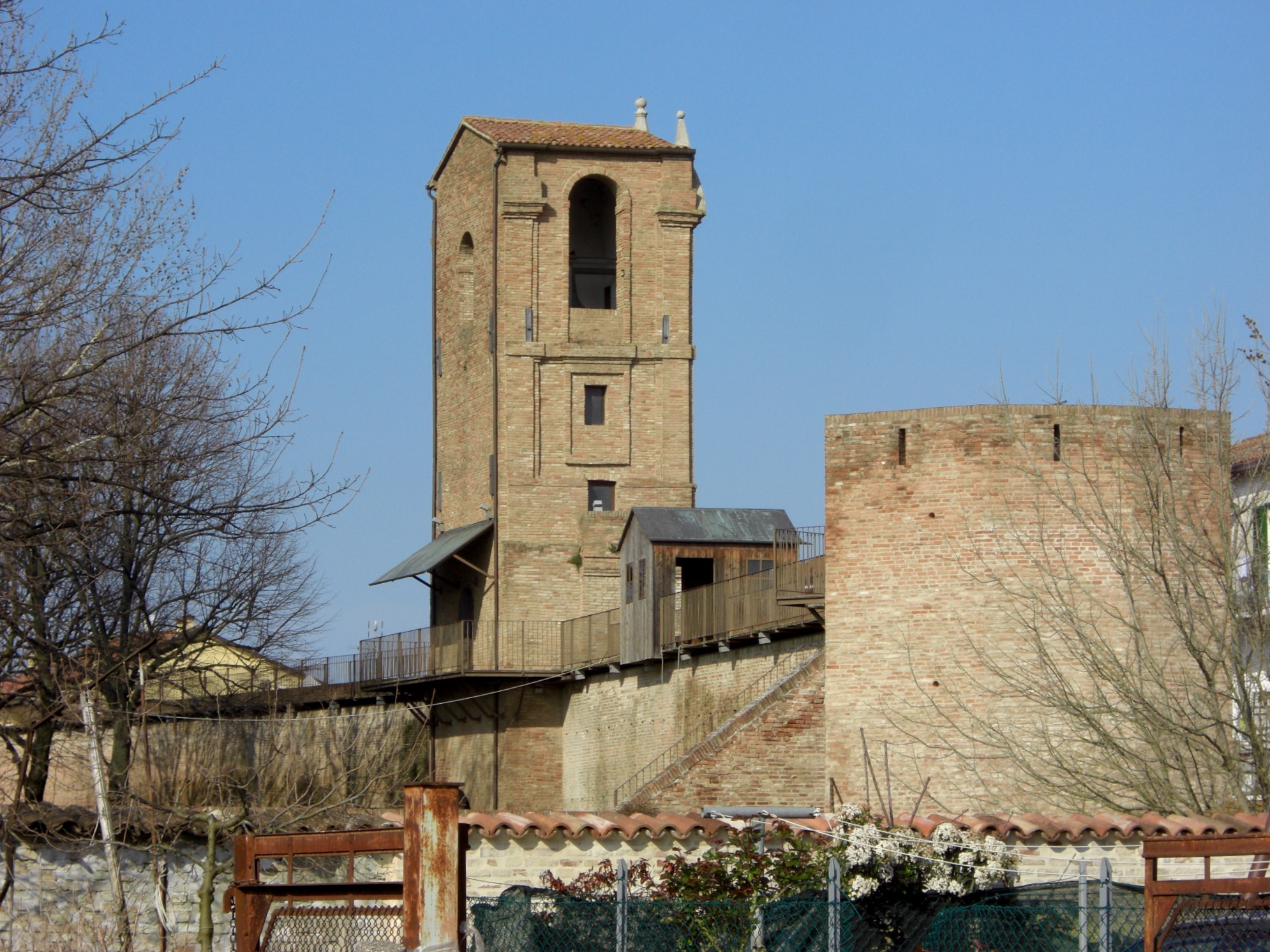
Il Castello di Gatteo, lato interno

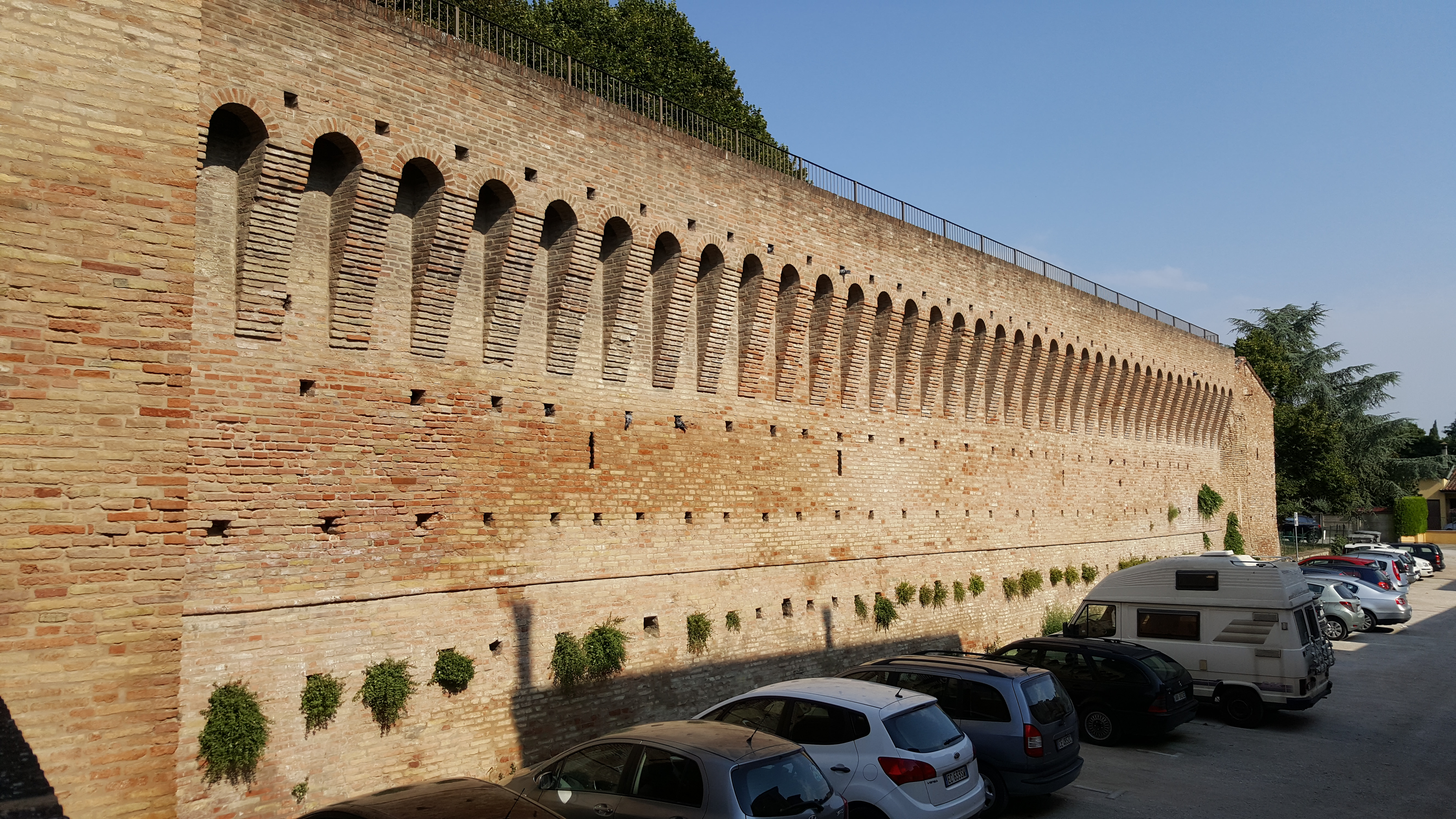
Il Castello di Gatteo: mura di destra con beccatelli

### Eventi
- 3ª settimana di luglio: "Settimana della Micizia", intera settimana dedicata al gatto, con concorsi fotografici, mostre d'arte, sculture di sabbia, spettacoli teatrali, concerti ed animazione per bambini, con tema principale il gatto.

## Geografia antropica

### Gatteo
Il capoluogo Gatteo, con il suo castello fortificato, vanta tradizioni secolari quale fiorente centro artigianale e commerciale. Oggi vi sono concentrati tutti i servizi primari e dal punto di vista economico risulta essere in crescita il settore del terziario.

### Sant'Angelo
Sant'Angelo è la frazione più consistente sia dal punto di vista demografico, sia da quello delle attività economiche. Già ricordato nel 1070 come "Plebem S. Angeli in Salute", è oggi centro produttivo e commerciale. Vi nacque Secondo Casadei, il principale esponente del liscio romagnolo.

### Fiumicino
Anche la piccola frazione di Fiumicino (la gran parte del cui territorio appartiene al comune di Savignano sul Rubicone) è sede di attività industriali e artigianali.

### Gatteo a Mare

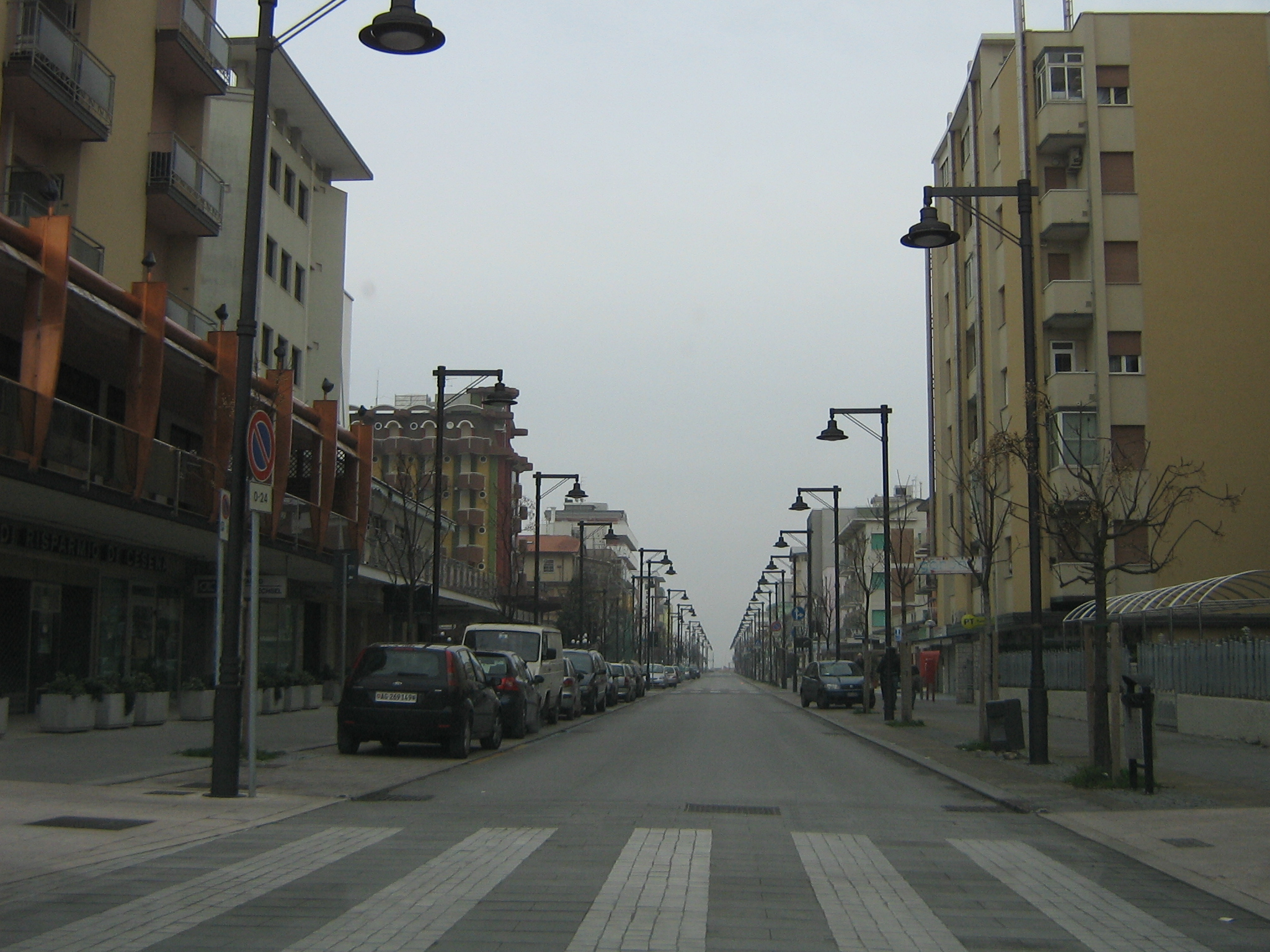
Lungomare

Gatteo a Mare, chiamato precedentemente "Due bocche”, è centro di attività turistiche. Nel suo chilometro quadrato di estensione vi sono 88 hotel, 30 stabilimenti balneari, circa 230 appartamenti da affittare, più un centinaio fra esercizi commerciali ed attività artigiane.

## Amministrazione
Di seguito è presentata una tabella relativa alle amministrazioni che si sono succedute in questo comune.
| Periodo         | Periodo         | Primo cittadino   | Partito                                                        | Carica  | Note   |
| --------------- | --------------- | ----------------- | -------------------------------------------------------------- | ------- | ------ |
| 22 ottobre 1985 | 8 agosto 1990   | Paolo De Bellis   | -                                                              | Sindaco | [ 11 ] |
| 8 agosto 1990   | 9 novembre 1992 | Mario Ornelli     | Partito Democratico della Sinistra, Partito Comunista Italiano | Sindaco | [ 11 ] |
| 7 giugno 1993   | 28 aprile 1997  | Mario Ornelli     | Partito Democratico della Sinistra                             | Sindaco | [ 11 ] |
| 28 aprile 1997  | 14 maggio 2001  | Mario Ornelli     | Centro-sinistra                                                | Sindaco | [ 11 ] |
| 14 maggio 2001  | 30 maggio 2006  | Tiziano Gasperoni | centro-sinistra                                                | Sindaco | [ 11 ] |
| 29 maggio 2006  | 15 maggio 2011  | Tiziano Gasperoni | centro-sinistra                                                | Sindaco | [ 11 ] |
| 15 maggio 2011  | 4 ottobre 2021  | Gianluca Vincenzi | centro-destra                                                  | Sindaco | [ 11 ] |
| 4 ottobre 2021  | in carica       | Roberto Pari      | centro-destra                                                  | Sindaco | [ 11 ] |